# Lacombe (Luisiana)
Lacombe es un lugar designado por el censo ubicado en la parroquia de St. Tammany en el estado estadounidense de Luisiana. En el Censo de 2010 tenía una población de 8679 habitantes y una densidad poblacional de 121,82 personas por km².

## Geografía
Lacombe se encuentra ubicado en las coordenadas 30°18′51″N 89°55′50″O / 30.31417, -89.93056. Según la Oficina del Censo de los Estados Unidos, Lacombe tiene una superficie total de 71.25 km², de la cual 68.5 km² corresponden a tierra firme y (3.86%) 2.75 km² es agua.

## Demografía
Según el censo de 2010, había 8679 personas residiendo en Lacombe. La densidad de población era de 121,82 hab./km². De los 8679 habitantes, Lacombe estaba compuesto por el 69.1% blancos, el 23.93% eran afroamericanos, el 0.92% eran amerindios, el 0.56% eran asiáticos, el 0% eran isleños del Pacífico, el 2.47% eran de otras razas y el 3.02% pertenecían a dos o más razas. Del total de la población el 4.18% eran hispanos o latinos de cualquier raza.